# Mark Morgan
Mark Morgan (ur. 22 października 1961 w Los Angeles) – amerykański kompozytor muzyki do gier komputerowych i programów telewizyjnych.
Pracował z takimi artystami jak Chaka Khan, Rickie Lee Jones, Richard Band i Starship.
Twórca soundtracków między innymi do gry Planescape: Torment i serii Fallout.

## Życie
Ojciec Marka, Mel Morgan, był młodym architektem z Iowa, który przybył do Kalifornii, by kontynuować karierę.  Mel stworzył swoją własną firmę. Był miłośnikiem jazzu. Matka Marka, Betty, była pianistką.
Zachęcany przez matkę, Mark zaczął brać lekcje pianina w wieku siedmiu lat.  Było pewne, że w przyszłości zajmie się tym instrumentem.
Lubił takie zespoły i wykonawców, jak The Beatles, Jimi Hendrix, Cream, The Zombies, Led Zeppelin i Yes.
Czerpał inspirację z takich źródeł, jak inna muzyka, nauka, sztuka, czy wspomniana wcześniej architektura.

## Ścieżki dźwiękowe

### Gry komputerowe
- Zork Nemesis (1995)
- Dark Seed II (1995)
- Descent II (1996)
- Shattered Steel (1996)
- Zork: Grand Inquisitor (1997)
- NetStorm: Islands At War (1997)
- Fallout (1997)
- Fallout 2 (1998)
- Planescape: Torment (1999)
- Giants: Citizen Kabuto (2000)
- Allods Online (2009)
- Fallout: New Vegas (2010)
- Wasteland 2 (2014)
- Torment: Tides of Numenera (2017)
- Wasteland 3 (2020)[2]

### Seriale telewizyjne
- The Stand (1994)
- Pogoda na miłość (2003-2012)
- Hawaii (2004)
- Kojak (2005)
- Instynkt mordercy (2005)
- Shark (2006-2008)